# کانگوروی درختی
کانگوروهای درختی (نام علمی: Dendrolagus) سرده‌ای از کیسه‌داران درازپا است که نامش را از عادت گونه‌های عضوش به زندگی بر روی درختان گرفته‌است. کانگوروهای درختی را می‌توان در جنگل‌های گینه نو، شمال‌شرقی کوئینزلند، در جزیره‌های نزدیک و اغلب در مناطق کوهستانی یافت؛ اگرچه بعضی گونه‌های این سرده همچون کانگوروی درختی فروبوم در مناطق صاف و دشت‌زار زندگی می‌کنند.
وزن این کانگوروها میان ۴ تا ۱۳ کیلوگرم است و طولشان ۴۰ تا ۸۷ سانتی‌متر است. آن‌ها دم به نسبت بلندی دارند که به ایشان در نگهداری تعادلشان کمک می‌کند.

## رده‌بندی
گونه‌های زیر اعضای سرده کانگوروهای درختی هستند:
- کانگوروی درختی خاکستری، Dendrolagus inustus; شمال و غرب گینه نو.
- کانگوروی درختی لامهولتز، Dendrolagus lumholtzi; کوئینزلند، استرالیا.
- کانگوروی درختی بنت، Dendrolagus bennettianus; کوئینزلند، استرالیا.
- کانگوروی درختی خرس‌شکل، Dendrolagus ursinus; گینه نو.
- کانگوروی درختی مچی، Dendrolagus matschiei; شبه‌جزیره هوئون، گینه نو.
- کانگوروی درختی دوریا، Dendrolagus dorianus; غرب، مرکز، و جنوب‌شرقی گینه نو.
- کانگوروی درختی سری، Dendrolagus stellarum; بلندی‌های غرب-مرکزی گینه نو.
- کانگوروی درختی گودفلو، Dendrolagus goodfellowi; مرکز و جنوب‌شرقی گینه نو.
- کانگوروی درختی طلایی‌پوش، Dendrolagus pulcherrimus; فویا و کوه‌های توریچلی، گینه نو.
- کانگوروی درختی فروبوم، Dendrolagus spadix; مناطق دشتی جنوب‌غربی پاپوا گینه نو.
- دینگیسو، Dendrolagus mbaiso; بلندی‌های غرب و مرکز گینه نو
- کانگوروی درختی اسکات، Dendrolagus scottae; استان سپیک غربی، گینه نو.

## نگارخانه

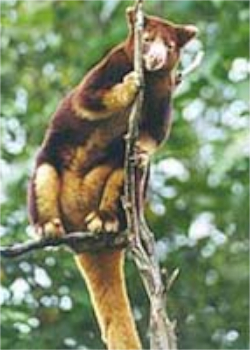
کانگوروی درختی مچی، Dendrolagus matcheiei
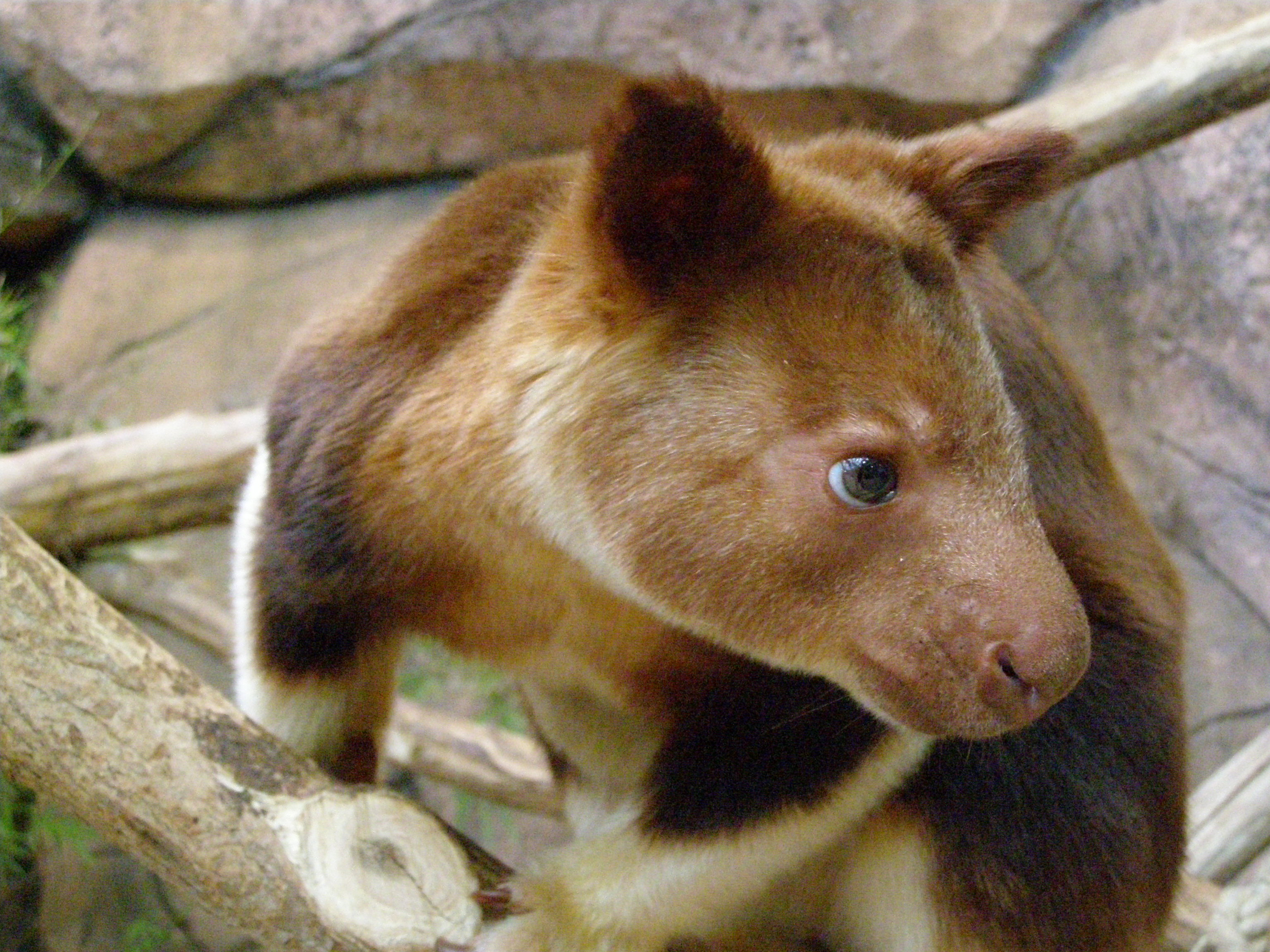
کانگوروی درختی گودفلا، Dendrolagus goodfellowi
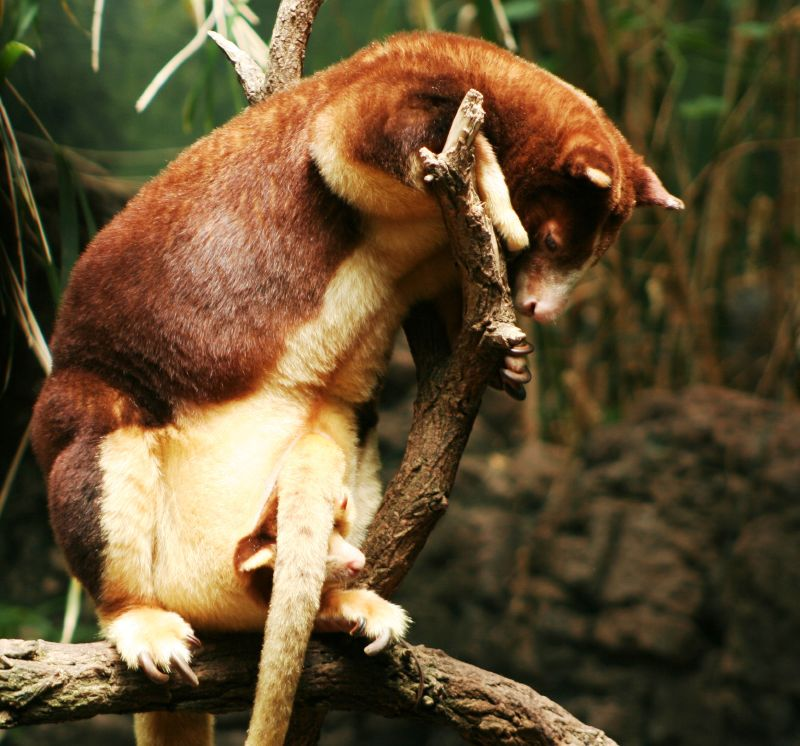
کانگوروی درختی مچی، Dendrolagus matschiei